# شاتيناي مالابري
شاتيناي مالابري، (بالإنجليزية: Châtenay-Malabry)‏، هي بلدية فرنسية في الضواحي الجنوبية الغربية لباريس، فرنسا. وهي تقع على بعد 10.8 كم (6.7 ميل) من وسط باريس.

## توأمة
لشاتيناي مالابري اتفاقيات توأمة مع كل من:
- برغنويشتات
- لاندسمير
- كوس
- براتشيانو

## أعلام
- جيروم روتن
- أندريه مارتنيه
- لوران برنارد
- ويليام نوربرت
- بيير جورج
- خاسا كامارا
- ليز ستوفليه
- جون فيتري
- رينه سولي برودوم
- بول ريكور